# Anchon imperator
Anchon imperator är en insektsart som beskrevs av Boulard 1979. Anchon imperator ingår i släktet Anchon och familjen hornstritar. Inga underarter finns listade i Catalogue of Life.